# Коупленд, Лилиан
Лилиан Коупленд (25 ноября 1904, Нью-Йорк, Нью-Йорк — 7 июля 1964, Лос-Анджелес, Калифорния) — американская легкоатлетка. На олимпийских играх 1928 года выиграла серебряную медаль с результатом 37,08 м. Выиграла золотую медаль на Олимпиаде 1932 года с олимпийским рекордом — 40,58 м. Трёхкратная победительница Маккабиады 1935 года. Бойкотировала олимпийские игры 1936 года в связи с антиеврейской политикой Третьего рейха. 
За свою карьеру установила 3 мировых рекорда в метании копья, которые однако не ратифицированы IAAF.

## Биография
Родилась в Нью-Йорке в еврейской семье иммигрантов из Польши. Урождённая Лилиан Дроссин, она сменила фамилию на Коупленд, когда её мать снова вышла замуж после смерти её отца. После Олимпиады 1928 года она поступила в Университет Южной Калифорнии на юридический факультет и поэтому до 1931 года не выступала на соревнованиях. В 1979 году была посмертно введена в еврейский спортивный зал славы.

## Чемпионаты США
- 1925:  толкание ядра — 10,06 м
- 1926:  толкание ядра — 11,68 м
- 1926:  метание диска — 30,81 м
- 1926:  метание копья — 34,28 м
- 1927:  толкание ядра — 12,04 м
- 1927:  метание диска — 31,60 м
- 1928:  толкание ядра — 12,30 м
- 1931:  толкание ядра — 12,25 м
- 1931:  метание копья — 35,39 м